# Saint-Germain-des-Vaux
Saint-Germain-des-Vaux är en kommun i departementet Manche i regionen Normandie i norra Frankrike. Kommunen ligger i kantonen Beaumont-Hague som tillhör arrondissementet Cherbourg. År 2018 hade Saint-Germain-des-Vaux 323 invånare.

## Befolkningsutveckling
Antalet invånare i kommunen Saint-Germain-des-Vaux
| Referens: INSEE |